# Carlo Pesce
Carlo Pesce (Lagonegro, 1º marzo 1860 – Lagonegro, 16 marzo 1943) è stato un avvocato, storico e poeta italiano, sindaco di Lagonegro e ispettore onorario per i monumenti. Studiò a lungo la storia della Lucania, e secondo Tommaso Pedio riuscì a inquadrare la storia di Lagonegro “nella storia generale del mezzogiorno d’Italia”.

## Biografia
Aveva conseguendo la maturità classica alla scuola dei gesuiti di Salerno. A Napoli si laureò in Giurisprudenza, quindi svolse attività forense al tribunale di Lagonegro.
Pedio ha scritto che Pesce, “dai protocolli notarili e dagli atti” dell’archivio comunale del suo paese, riuscì “ad inquadrare gli avvenimenti svoltisi in una piccola cittadina di provincia nella storia generale del mezzogiorno d’Italia”, dando così “uno dei maggiori contributi agli studi sulla Basilicata”.
Ha lasciato molti libri, dalla ricostruzione del sacrificio di  Cristoforo Grossi (1799) alla storia di Costabile Carducci (1848). Nel 1894 propose l’istituzione a Lagonegro del ginnasio governativo, nel 1898 fu tra i promotori, insieme a Giuseppe De Lorenzo, del Congresso Nazionale Geologico, che avrebbe richiamato sul Monte Sirino l’interesse internazionale degli studiosi, nel 1902 inaugurò la rete dell’illuminazione elettrica pubblica nel suo comune. 
Durante il suo mandato di sindaco avvenne lo storico viaggio del primo ministro Giuseppe Zanardelli in Basilicata (16 settembre 1902), il cui effetto fu la promulgazione nel 1904 della legge speciale per la Basilicata, realizzata quando in seguito Zanardelli non era più in vita.

## Opere
- Carlo Pesce, La storia della Città di Lagonegro, Napoli, Reale Stabilimento Tipografico Pansini, 1913.
- Carlo Pesce, Cristoforo Grossi, Lagonegro, Tipografia Tancredi Burrattini, 1900.
- Carlo Pesce, Giuseppe Mango nel suo martirio politico e nella rivoluzione del 1860, Napoli, Tipografia Agostino Giannini, 1932.
- Carlo Pesce, Costabile Carducci e il dramma d’Acquafredda: episodio della rivoluzione napoletana del 1848, Lagonegro, Tipografia Lucana, 1904.
- Carlo Pesce, Il vallo di Diano e la certosa di Padula, Lagonegro, Tipografia Lucana, 1916.